# Forcipomyia corticis
Forcipomyia corticis är en tvåvingeart som beskrevs av Jean-Jacques Kieffer 1911. Forcipomyia corticis ingår i släktet Forcipomyia och familjen svidknott. Inga underarter finns listade i Catalogue of Life.